# Otti Geschka

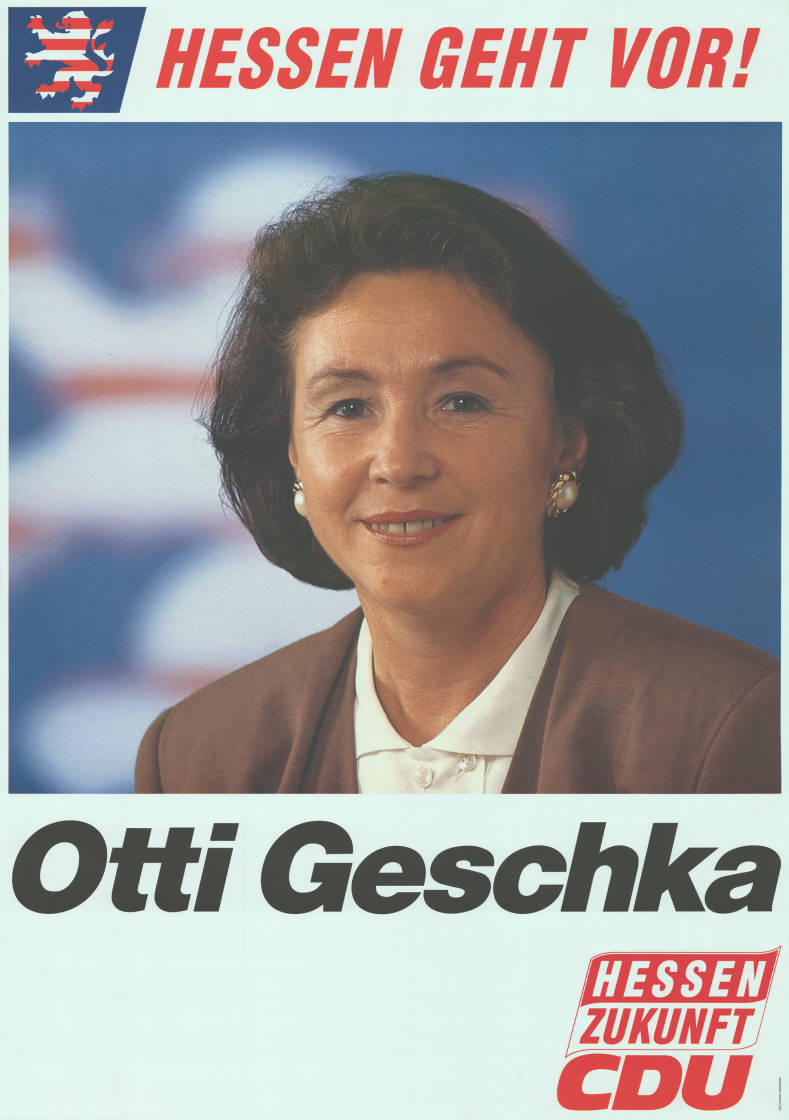
Otti Geschka auf einem Wahlplakat der CDU zur Landtagswahl in Hessen 1991

Ottilia Maria „Otti“ Geschka, geborene Bördner (* 27. Dezember 1939 in Selters (Taunus)-Haintchen), ist eine ehemalige deutsche Politikerin (CDU). Sie war von 1978 bis 1987 sowie von 1991 bis 1993 Abgeordnete im Hessischen Landtag und von 1987 bis 1991 Staatssekretärin. Von 1994 bis 1999 war sie Oberbürgermeisterin von Rüsselsheim am Main und damit die erste Frau in diesem Amt in Hessen.

## Leben
Geschkas Eltern waren Maria Bördner (geborene Wiegand) und der Stukkateur Hubert Bördner. Sie ist katholisch und besuchte die Hauptschule. Anschließend erwarb sie an einer Krankenpflegefachschule das Examen als Kinderkrankenpflegerin und arbeitete ab 1958 in diesem Beruf im Stadtkrankenhaus von Zell (Mosel) sowie an der Universitätsklinik Mainz. 1963 heiratete sie den Maschinenbauingenieur Horst Geschka und zog mit diesem 1978 nach Darmstadt-Arheilgen, wo sie bis heute lebt. Ihr Mann Horst Geschka verstarb am 17. August 2025. Aus der Ehe gingen die Kinder Ralf und Silke hervor.
Ihre politische Tätigkeit begann 1968 mit dem Eintritt in die CDU und von 1968 bis 1971 als Mitglied der Gemeindevertretung in Rüsselsheim-Bauschheim. Von 1972 bis 1978 war sie Mitglied des Kreistags Groß-Gerau und fungierte dort als stellvertretende Vorsitzende der CDU-Fraktion. Nach ihrem Umzug von Rüsselsheim nach Nauheim war Geschka dort für zwei Jahre von 1977 bis 1978 Mitglied der Gemeindevertretung.
Vom 1. Dezember 1978 bis zum 27. April 1987 war sie Mitglied des Hessischen Landtags; von 1987 bis 1991 amtierte sie als „Bevollmächtigte der Hessischen Landesregierung für Frauenangelegenheiten“ im Rang einer Staatssekretärin. Vom 5. April 1991 bis zum 1. November 1993 gehörte sie erneut als Abgeordnete dem Hessischen Landtag an und war stellvertretende Vorsitzende der CDU-Fraktion. Geschka wurde jeweils über die Landesliste der CDU Hessen ins Landesparlament gewählt. Sie war Mitglied des Bundesvorstands der CDU.
Von 1986 bis 1990 sowie von 1996 bis 2002 war sie stellvertretende Landesvorsitzende und von 2000 bis 2001 Generalsekretärin der CDU Hessen. Ab 1980 war sie stellvertretende Landesvorsitzende der Frauen-Union in Hessen.
Vom 1. Januar 1994 bis zum 31. Dezember 1999 amtierte Geschka als Oberbürgermeisterin der Stadt Rüsselsheim und war damit das erste weibliche Stadtoberhaupt (Oberbürgermeisterin) in Hessen.
Ab 1986 war sie Vorsitzende des Büros für Staatsbürgerliche Frauenarbeit e. V. und als Gründungsmitglied von donum vitae bis 2019 aktiv in dessen Bundesvorstand tätig.

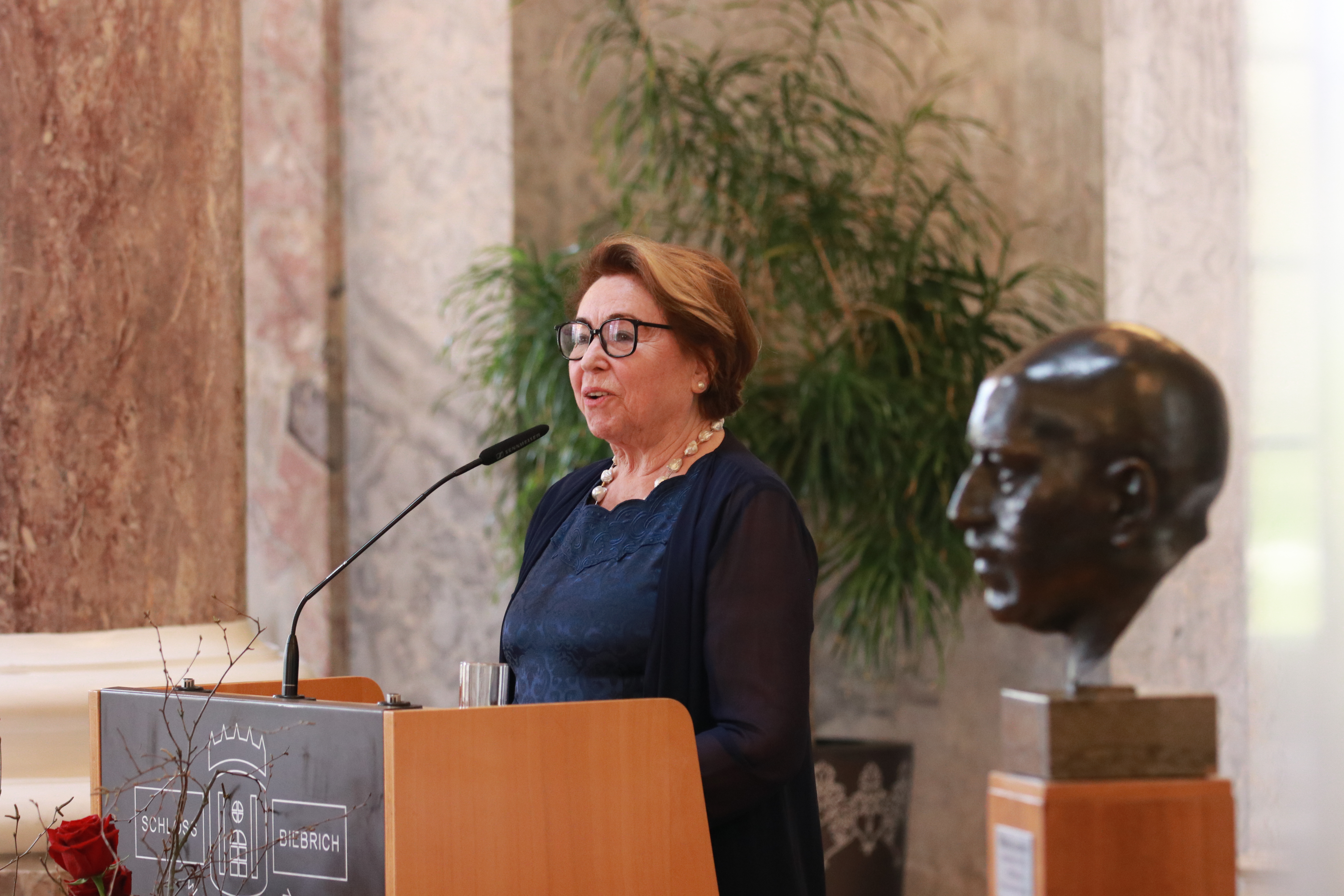
Geschka bei der Verleihung der Wilhelm-Leuschner-Medaille

## Ehrungen
- 1983: Bundesverdienstkreuz
- 2013: Elisabeth-Selbert-Preis
- 2014: Alfred-Dregger-Medaille in Gold[2]
- 2021: Wilhelm-Leuschner-Medaille des Landes Hessen[4]